# Phobos Ridge
Phobos Ridge ist ein bis zu etwa 500 m hoher Gebirgskamm aus Sandstein und Schiefer im Südosten der westantarktischen Alexander-I.-Insel. Er bildet die Westwand des Mars-Gletschers.
Die Küste in der Umgebung des Gebirgskamms sichtete erstmals der US-amerikanische Polarforscher Lincoln Ellsworth bei einem Überflug am 23. November 1935. Die dabei entstandenen Luftaufnahmen dienten dem US-amerikanischen Kartografen W. L. G. Joerg für eine erste Kartierung. Der Falkland Islands Dependencies Survey nahm 1949 eine Vermessung vor. Das UK Antarctic Place-Names Committee benannte ihn 1955 nach dem Marsmond Phobos.